# Suzanne Lacore
Suzanne Lacore, född 1875, död 1975, var en fransk politiker. 
Hon var vice hälsominister 1936-1937. 